# Orificiul zigomaticofacial
Orificiul zigomaticofacial (Foramen zygomaticofaciale) este un orificiu situat pe fața laterală sub marginea antero-superioară (orbitară) a osului zigomatic. Acest orificiu este adesea dublu și ocazional absent. Prin acest orificiu trec ramurile zigomaticofaciale ale nervului zygomatic (Ramus zygomaticofacialis nervi zygomatici) și ramurile zigomaticofaciale ale arterei și venei lacrimale (Arteria lacrimalis și Vena lacrimalis).